# Paiol de Santa Bárbara
O antigo Paiol de Santa Bárbara localiza-se na cidade e no Município de Elvas, distrito de Portalegre, no Alentejo, em Portugal.
Construído no período da Guerra da Restauração, faz parte de uma série de construções indispensáveis aos esforços de guerra vividos naquele século.
Servia para armazenar material bélico e de campanha, função que cumpriu até ao século XX.
Em 2014, o Paiol de Santa Bárbara foi integrado num novo projeto do Ministério da Defesa Nacional, criado com o apoio do Turismo de Portugal, chamado Turismo Militar, que apresenta roteiros históricos baseados em heróis portugueses.